# Індонезійський музей
Індонезійський музей (індонез. Museum Indonesia) — музей антропології та етнології, розташований в Таман Міні Індонезія Індах (Taman Mini Indonesia Indah), Джакарта, Індонезія. Музей сконцентровано на мистецтвах та культурах різних етнічних груп, які населяють індонезійський архіпелаг і сформували сучасну націю індонезійців.
Індонезійський музей — це багато прикрашена будівля балійської архітектури. Він уміщає традиційні та сучасні види мистецтва, ремесел, традиційні костюми з різних регіонів країни.
Якщо турист хоче фотографувати своєю камерою, він має сплатити 5000 рупій в касі на першому поверсі. За відео доведеться заплатити 10000 рупій. Щоправда, робити знімки за допомогою мобільних телефонів можна безкоштовно.

## Історія
Музей було розроблено невід'ємною частиною всього комплексу Таман Міні Індонезія Індах (TMII). Він мав стати навчальним центром індонезійської культури, «однією зупинкою для того, аби дізнатися про Індонезію».
Музей і весь комплекс TMII був побудований в 1975 році під патронатом пані Тянь Сухарто.
Відкрили музей офіційно 20 квітня 1980 року.
Музей майстерно прикрашено балійськими статуями і орнаментами. Великі Paduraksa і Candi Bentar (щілиноподібний вхідний портал) величають балійску браму, кілька кутових башт прикрашають комплекс. Музейний парк перейняв тему індійського епосу «Рамаяна», зокрема міст до головної будівлі прийняв форму змій-нагів з армією ванар — мавп, які побудували міст на Ланку.
Головна будівля складається з трьох поверхів відповідно до балійської філософії Tri Hita Karana, концепції, яка виокремлює три аспекти повного щастя людини: розвиток в гармонії з Богом, з оточуючими людьми та з природою.

## Колекції
Постійна виставка та колекції Індонезійського музею впорядковано у трьох секціях, які розташовано на кожному з трьох поверхів.

### Перший поверх
Тема виставки першого поверху — «Єдність у різноманітності» (Bhinneka Tunggal Ika). В ній представлено традиційне офіційне вбрання та весільні костюми 27 провінцій Індонезії (з 1975 по 2000 рік Індонезія мала 27 провінцій). Виставка також відображає індонезійські види мистецтва, такі як різноманітні типи танців, ляльки ваянг і музичні інструменти гамелан, також містить карту Індонезії, зроблену з розписаного скла. Виставка відображає багате розмаїття індонезійського народу і його культури, а також прославляє плюралізм Індонезії, сформований з різних мов, традицій, релігій, культур і звичаїв індонезійців.

### Другий поверх
«Людина і навколишнє середовище» (Manusia dan Lingkungan) є темою другого поверху експозиції. Вона покликана продемонструвати взаємодію індонезійського народу з їх природою та навколишнім середовищем. На виставці представлені різні традиційні будинки, культові будівлі, комори рису, а також макети будинків і житлових приміщень. Наприклад, будинки, що будувались на підвищених платформах, на деревах або на річці, різноманітні стилі традиційних будівель загального вжитку.
Також виставлені діорами частин індонезійських традиційних будинків, такі як весільна кімната з Палембангу, яванська вітальня та кухня батаків. Представлено й предмети, що використовувались в повсякденному житті: для полювання, збиральництва, сільського господарства. Відображено церемонії, що стосуються життєвого устрою індонезійців, такі як церемонія Mitoni (сьомий місяць вагітності), Turun Tanah (церемонія над дитиною), Khitanan (обрізання), Mapedes (балійская церемонія дорослішання дитини), Datuk (церемонія інавгурації лідера громади), Minangkabau Pelaminan (весільна).

### Третій поверх
«Мистецтво і ремесла» (Seni dan Kriya) є темою третього поверху. Тут виставлено традиційні й сучасні предмети декоративно-прикладного мистецтва індонезійського народу. Традиційні текстильні ремесла, такі як Songket, Tenun (ткацтво) і батік, а також вироби з металу і дерева.
На цьому поверсі представлені вигадливі традиції різьблення по дереву, зокрема ті, що належать культурам Джепара (центральна Ява), Балі, Тораджи та Асмат. Центральним елементом цієї секції є велике дерев'яне різьблення з дерева Kalpataru, дерева життя. Це дерево, що має вісім метрів у висоту і чотири метри в ширину, символізує природу та всесвіт і містить п'ять основних елементів: повітря, воду, вітер, землю і вогонь. Ним завершуються усі виставки музею.

## Інші події
Іноді у музеї також демонструються тимчасові виставки з специфічних тем, як, наприклад, topeng (традиційні маски), традиційний текстиль, зброя, картини, також мистецтва і ремесла, такі як батік або ляльки ваянг.
Інші будівлі в межах музейного комплексу — це балійський парк, Bale Panjang, Bale Bundar та Soko Tujuh — будівля, яку можна орендувати для проведення публічних або приватних заходів.
Індонезійський музей є популярним місцем для місцевих та міжнародних відвідувачів, студентів, а іноді й VIP-персон, офіційних гостей держави, які можуть тут побіжно ознайомитись з багатством індонезійської культури за один візит, в «одній зупинці для того, аби дізнатися про Індонезію».